# جيري هايوود
جيري هايوود (بالإنجليزية: Gerry Haywood)‏ هو لاعب دارت بريطاني، ولد في 4 مايو 1946 في يوركشاير في المملكة المتحدة، وتوفي في 12 سبتمبر 2016.

## وصلات خارجية
- جيري هايوود على موقع DartsDatabase.co.uk (الإنجليزية)